# Easher Parker
Easher Parker (Providenciales, 1992) è una modella britannica, vincitrice del concorso Miss Turks e Caicos 2011 l'8 luglio 2011 presso il Regent Palms Hotel di Grace Bay. La Parker è stata incoronata da Alison Capron, rappresentante di Turks e Caicos a Miss Terra 2009. Easher Parker ha vinto, classificandosi avanti a Breanna Johnson e Jenniemae Penn, rispettivamente seconda e terza classificata al concorso.
Vincendo il concorso di bellezza, Easher Parker, che è alta un metro e sessantotto centimetri ha ottenuto quindi il diritto di rappresentare le isole Turks e Caicos a Miss Universo 2011, che si è tenuto a São Paulo, in Brasile il 12 settembre 2011. La partecipazione della Parker a Miss Universo ha rappresentato il ritorno della rappresentanza di Turks e Caicos al concorso dopo tre anni di assenza.